# غوالبيرتو كامبوس
غوالبيرتو كامبوس (بالإسبانية: Gualberto Campos) هو لاعب كرة قدم فنزويلي في مركز الوسط، ولد في 28 أبريل 1981 في سيوداد غوايانا في فنزويلا. لعب مع ديبورتيفو لارا ودينامو بوخارست ومينيروس دو غويانا ونادي بورتوغيزا ونادي كاراكاس.

## وصلات خارجية
- غوالبيرتو كامبوس على موقع قاعدة بيانات كرة القدم.إي يو (الإنجليزية)
- غوالبيرتو كامبوس على موقع Soccerway.com (الإنجليزية)
- غوالبيرتو كامبوس على موقع عالم كرة القدم.نت (الإنجليزية)